# Talltendre
Talltendre es una entidad de población española del municipio de Bellver de Cerdaña, perteneciente a la provincia de Lérida, en la comunidad autónoma de Cataluña.

## Historia
Hacia mediados del siglo XIX, el lugar pertenecía al municipio de Talltendre y Orden. Con la desaparición de este en 1962, pasó a formar parte del de Bellver de Cerdaña. En 2023, la entidad singular de población tenía empadronados nueve habitantes y el núcleo de población, los mismos.